# Yakirra nulla
Yakirra nulla là một loài thực vật có hoa trong họ Hòa thảo. Loài này được Lazarides & R.D.Webster miêu tả khoa học đầu tiên năm 1985.